# Tricorythus discolor
Tricorythus discolor is een haft uit de familie Tricorythidae. De wetenschappelijke naam van de soort is voor het eerst geldig gepubliceerd in 1839 door Burmeister.
De soort komt voor in het Afrotropisch gebied.